# Myrmeleon punctatus
Myrmeleon punctatus är en insektsart som beskrevs av Fabricius 1787. Myrmeleon punctatus ingår i släktet Myrmeleon och familjen myrlejonsländor. Inga underarter finns listade i Catalogue of Life.